# Валдалгесхајм
Валдалгесхајм (њем. Waldalgesheim) општина је у њемачкој савезној држави Рајна-Палатинат. Једно је од 66 општинских средишта округа Мајнц-Бинген. Према процјени из 2010. у општини је живјело 3.992 становника. Посједује регионалну шифру (AGS) 7339062.

## Географски и демографски подаци
Валдалгесхајм се налази у савезној држави Рајна-Палатинат у округу Мајнц-Бинген. Општина се налази на надморској висини од 293 метра. Површина општине износи 16,0 km². У самом мјесту је, према процјени из 2010. године, живјело 3.992 становника. Просјечна густина становништва износи 249 становника/km².

## Међународна сарадња
| Мјесто                  | Држава   | Врста сарадње | Од    |
| ----------------------- | -------- | ------------- | ----- |
| Ратен ин дер Штајермарк | Аустрија | партнерство   | 1978. |
| Извор                   |          |               |       |